# 神奈川県立麻生総合高等学校
神奈川県立麻生総合高等学校（かながわけんりつ あさおそうごうこうとうがっこう）は、神奈川県川崎市麻生区片平に所在する公立の高等学校。

## 設置学科
- 総合学科
  - グローバル教養系列　
  - 情報ビジネス系列
  - 生活デザイン系列
  - 芸術スポーツ系列

## 概要
高校近辺の大学（国士舘大学、玉川大学、日本映画大学等）や専門学校と教育交流協定を結び、そこで受けた授業でも、単位として認定する事が出来る。
校舎については、神奈川県立柿生西高等学校の校舎であった建物を、改修の上で使用している。
学園祭は「嵐舞祭」と呼ばれている。
学校内は一足制である。

## 沿革
- 2004年4月 - 神奈川県の高校再編計画により、神奈川県立柿生高等学校と神奈川県立柿生西高等学校が統合する形で開校。
- 2026年4月 - 神奈川県立田奈高等学校と統合予定。

## 部活動

### 運動部
- 剣道
- 卓球
- ダンス
- テニス
- 野球
- 陸上
- バスケットボール
- サッカー
- バドミントン
- バレーボール

### 文化部
- 吹奏楽
- 軽音楽
- マンガアニメ
- 美術
- 陶芸
- 写真
- 文藝
- 茶道
- 演劇
- 家庭科
- 合唱
- 園芸

## 交通
- 小田急多摩線五月台駅 徒歩15分
- 小田急小田原線柿生駅 徒歩25分
- 小田急小田原線鶴川駅 神奈川中央交通鶴25で、「平和台北」下車。 徒歩10分。

## 著名な出身者
- 中山秀征（タレント） - 柿生高等学校を中退
- 小林健（俳優） - 柿生高等学校を卒業
- hitomi（歌手、シンガーソングライター） - 柿生高等学校を中退
- 柴慎一（政治家）- 柿生高等学校を卒業
- 鈴木孝之（俳優）[1]
- 小森優斗(インフルエンサー)